# Jan Władysław Woś
Jan Władysław Woś (ur. 19 kwietnia 1939 w Warszawie) – historyk, eseista, profesor uniwersytetu, pisarz, wydawca źródeł do historii Polski i do dziejów Kościoła, badacz stosunków polsko-włoskich, bibliofil, kolekcjoner.

## Życiorys
Po ukończeniu Studium Nauczycielskiego w Warszawie pracował przez dwa lata w szkolnictwie jako nauczyciel i bibliotekarz. W latach 1962/63-1966/67 odbył studia filozoficzne na Uniwersytecie Warszawskim (J. Legowicz, J. Kotarbińska, R. Suszko, A. Schaff, L. Kołakowski, Z. Bauman). Tytuł magistra filozofii otrzymał na podstawie pracy poświęconej poglądom filozoficznym Dantego. W październiku 1967 roku wyjechał do Włoch jako stypendysta. Studia specjalistyczne kontynuował na Università Cattolica del Sacro Cuore Mediolan (Katolicki Uniwersytet Najświętszego Serca w Mediolanie) (1967/68) w zakresie filozofii średniowiecznej (S. Vanni Rovighi, E. Bettoni), filologii dantejskiej (M. Apollonio), historii średniowiecznej (P. Zerbi) i łaciny średniowiecznej (E. Franceschini); w Instytucie Studiów Średniowiecznych Uniwersytetu Lowańskiego (F. Van Steenberghen, L. Génicot, A. Sempoux, R. Aubert); w czasie pobytu w Lowanium (1968/69) współpracował z komisją opracowującą typologie źródeł do historii Średniowiecza (Typologie des sources du moyen âge occidental), prace komisji były koordynowane przez proff. Van Steenberghen i Genicot; we Florencji pod kierunkiem Eugenio Garin badania nad kulturą i filozofią okresu Odrodzenia (1969/70); w latach 1970/71-1971/72 studia w pizańskiej Scuola Normale Superiore w zakresie filologii średniowiecznej i renesansowej (G. Martellotti) uwieńczone dyplomem "cum laude" (diploma di perfezionamento vel dottorato di ricerca, PhD). W czasie pobytu w Pizie prowadził również lekorat języka polskiego. Od listopada 1972 do września 1974 stypendysta Istituto Italiano per gli Studi Storici "Benedetto Croce" w Neapolu. Prowadził badania w archiwach Londynu, Rzymu, Florencji i Wenecji. W odnalazł, m.in. najstarszy opis Warszawy jako stolicy z 1596 roku, sporządzony przez Jana Pawła Mucante mistrza ceremonii dworu papieskiego. W latach 1974/75-1975/76 przebywał jako stypendysta Fundacji Alexander von Humboldt w Republice Federalnej Niemiec, gdzie współpracował z profesorami H. Jedinem i K. Repgen (Bonn) oraz z H. Neubauerem (Heidelberg).

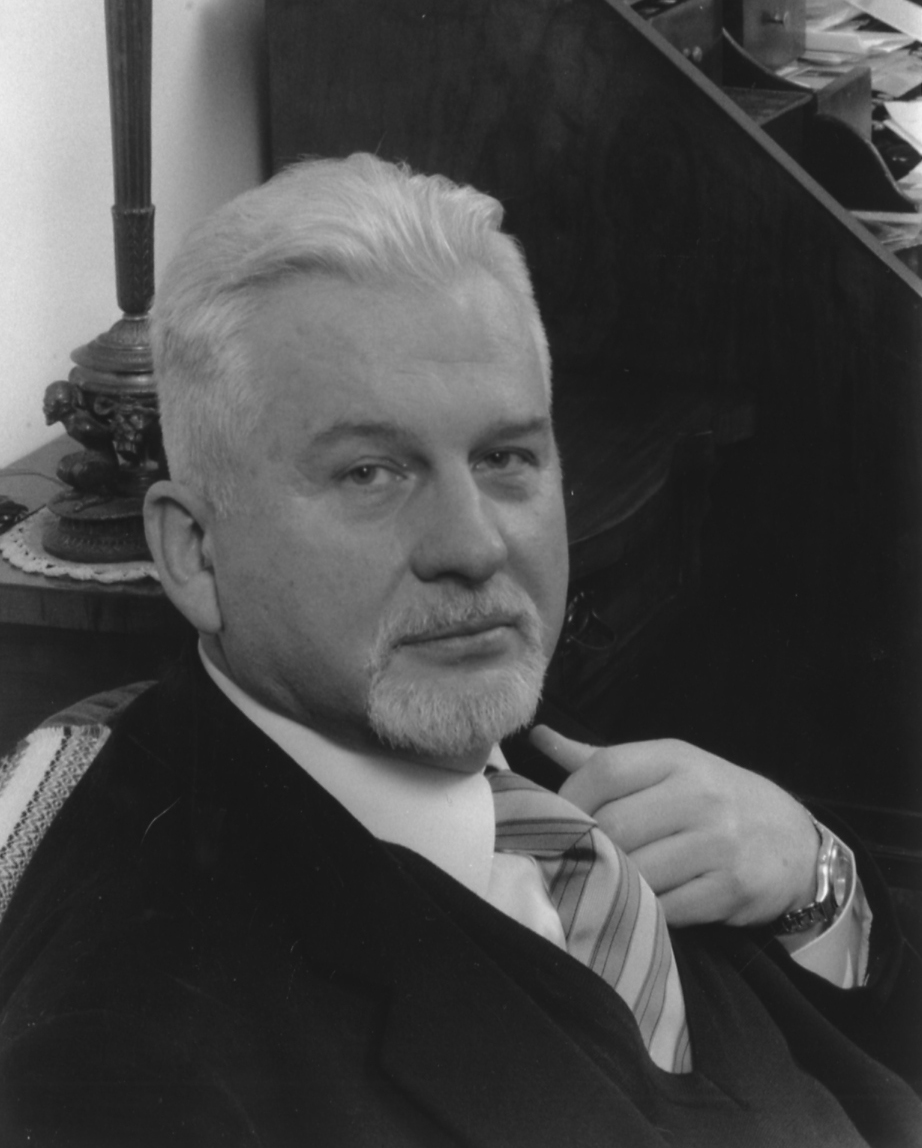
Jan Władysław Woś

W latach 1976/77-1986/87 profesor historii średniowiecza Europy Wschodniej na Uniwersytecie w Pizie. Na prośbę władz uniwersyteckich w latach 1983/84 i 1984/85 prowadził również dla studentów slawistyki wykłady z zakresu kultury i literatury polskiej. W semestrze letnim roku akademickiego 1985/86 prowadził na Uniwersytecie w Heidelbergu zajęcia zlecone w Seminar für Osteuropäische Geschichte na temat kontrreformacji w Polsce w świetle niewydanych źródeł watykańskich (Die Gegenreformation in Polen im Spiegel unveröffentlicher vatikanischer Quellen). Od 1 listopada 1987 do 30 października 2008 roku profesor historii Europy Wschodniej na Uniwersytecie Trydenckim, gdzie m.in. zorganizował na Wydziale Humanistycznym bibliotekę specjalistyczną. Na wniosek włoskiego Ministerstwa Spraw Zagranicznych jako ekspert brał udział w 1988 roku w weneckim zjeździe poświęconym prawom człowieka i wolności religijnej (Diritti umani e libertà religiosa in Europa per la pace e nello spirito di Helsinki). W roku akademickim 1990/91 miał wykłady z historii Europy Wschodniej na Uniwersytecie w Wenecji. Jest założycielem Towarzystwa Kulturalnego Włochy-Polska i Centrum Dokumentacji Historii Europy Wschodniej działających przy Uniwersytecie Trydenckim oraz współzałożycielem Centrum Studiów nad Europą Wschodnią w Trydencie. Udział w wyprawach do Afryki i w dorzecze Amazonki.
Obok pracy naukowej prowadził niezwykle ożywioną działalność mająca na celu popularyzację wiedzy o kulturze i historii Rzeczypospolitej oraz Kościoła polskiego (publicystyka, liczne seminaria, wykłady, pogadanki i konferencje, m.in. w latach 1983-1985 w Radiu Watykańskim cykl Z historii Kościoła w naszej Ojczyźnie). Wiele uwagi poświęcał niezwykle owocnej pracy dydaktycznej (skrypty, podręczniki, tłumaczenia na włoski tekstów łacińskich). Członek wielu towarzystw naukowych, m.in. Polskiego Towarzystwa Naukowego na Obczyźnie w Londynie (od r. 1998) i Towarzystwa Historyczno-Literackiego w Paryżu (od r. 1993).
Posiada bogatą kolekcję starych map kontynentu europejskiego, kobiercy wschodnich, sztychów dotyczących Polski i Polaków, łacińskich, greckich i hebrajskich dyplomów pergaminowych z X-XVI w. Jest autorem około 800 artykułów, recenzji i książek przede wszystkim w języku włoskim. Z okazji 40 rocznicy urodzin ukazała się we Florencji w 1979 roku bibliografia jego prac. Z okazji pięćdziesiątej, sześćdziesiątej i siedemdziesiątej rocznicy urodzin zostały wydane księgi pamiątkowe. Dla uhonorowania jego działalności naukowej i pedagogicznej zostały wybite dwa medale. Wyróżniony dyplomem i medalem "zasłużonego dla archidiecezji warszawskiej" (1998) oraz Krzyżem Komandorskim Orderu Odrodzenia Polski (1999). Doktor honoris causa Polskiego Uniwersytetu na Obczyźnie w Londynie (2002). Od 1° listopada 2008 r. na emeryturze. Od 1987 r. posiada obywatelstwo włoskie. Autor opowiadań. Debiut literacki w 2009 r. Od września 1955 r. prowadzi dziennik, którego fragmenty zostały opublikowane. Autor wspomnień z okresu liceum z lat 1954-1958 wydanych przez Państwowy Instytut Wydawniczy i z lat 1958-2016 wydanych przez Anagram. W 2012 r. w Lublinie ukazał się tom jego opowiadań z dwoma tekstami autobiograficznymi. Od stycznia 2016 r. jest członkiem Związku Pisarzy Polskich na Obczyźnie z siedzibą w Londynie.

## Publikacje
- Andreas Laskarz und seine Einführungsrede für die Schameitengesandtschaft, Pisa 1972.
- Dispute giuridiche nella lotta tra la Polonia e l'Ordine Teutonico (Introduzione allo studio di Paulus Wladimiri), presentazione di C. Violante, Firenze, Licosa, 1979.
- Itinerario in Polonia del 1596 di Giovanni Paolo Mucante cerimoniere pontificio (Parte prima: Cracovia), (Fonti e studi di storia legislazione e tecnica degli archivi moderni, 18), Roma, Centro di ricerca pergamene medioevali e protocolli notarili, 1981.
- Vincenzo da Kielce, O.P., La “Vita minor” di S. Stanislao vescovo, intr., trad. e note di Jan Władysław Woś, ed. riv., Siena, Cantagalli, 19832.
- Die Nuntiatur des Annibale di Capua in Polen von 1586 bis 1591 im Spiegel seiner Briefe, “Zeitschrift für Ostforschung”, Jahr 35 (1986), Heft 3, SS. 346-402.
- In finibus Christianitatis. Figure e momenti di storia della Polonia medioevale e moderna, Firenze, Città di Vita, 1988.
- La Polonia. Studi storici, Pisa, Giardini, 1992.
- Alessandro di Masovia vescovo-principe di Trento (1423-1444). Un profilo introduttivo. Nuova ed. riv. e ampl., Pisa, Giardini, 19942.
- Die Entstehung der Universität Krakau, Trient, Editrice Università degli Studi di Trento, 19942.
- La nonciature en Pologne de l'archevêque Hannibal de Capoue (1586-1591), Trento, Editrice Università degli Studi di Trento, 1995.
- Adalbert et Stanislas saints patrons de la Pologne, Avant-propos de card. J. Glemp, Paris, Éditions du Dialogue, 1998.
- Silva rerum. Sulla storia dell'Europa orientale e le relazioni italo-polacche, Trento, Editrice Università degli Studi di Trento, 2001.
- Santa Sede e corona polacca nella corrispondenza di Annibale di Capua (1586-1591), Trento, Editrice Università degli Studi di Trento, 2004.
- “Florenza bella tutto il vulgo canta”. Testimonianze di viaggiatori polacchi, Trento, Editrice Università degli Studi di Trento, 2006.
- Nuncjusz, “Twórczość”, rok 65 (2009), nr 7 (764), str. 88-101.
- Il generale Władysław Anders. Contributo per un ritratto (1892-1970), Firenze, Città di Vita, 2020.
- Wystawy, Lublin, Norbertinum, 2020 (zob. L. Lameński, Z ziemi włoskiej do polskiej. Estetyka artystyczna Jana Władysława Wosia, "Akcent", rok XLII (2021), nr 4, str. 110-114).
- Dzienniki 1967-1974, Florencja, La fenice, 2021 (zob. B. Zadura, Janek z Warszawy, profesor z Trydentu, florentyńczyk, "Akcent", rok XLIII (2022), nr 4, str. 155-163).
- Polacchi a Firenze. Dal medioevo ai nostri giorni, Firenze, Città di vita-Edizioni Polistampa, 2022.

### Opowiadania
- Homer, “Akcent. Literatura i Sztuka”, rok 30 (2009), nr 1 (115), str. 46-62.
- Sympozjum w Cassino, “Odra”, rok 49 (2009), nr 11 (575), str.78-84.
- Kwiatuszek Pana Jezusa, “Akcent. Literatura i Sztuka”, rok 31 (2010), nr 2 (120), str. 59-70.
- Wieczór z niespodziankami, “Twórczość”, rok 66 (2010), nr 10 (779), str. 20-36.
- Ogrodnik, “Akcent. Literatura i Sztuka”, rok 32 (2011), nr 3 (125), str. 86-93.
- Ze wspomnień ucznia Liceum Kołłątaja w Warszawie (1954-1958), PIW, Warszawa 2011
- Sympozjum w Cassino i inne opowiadania, Wydawnictwo TEST, Lublin 2012